# Pfarrkirche Breitensee (Wien)

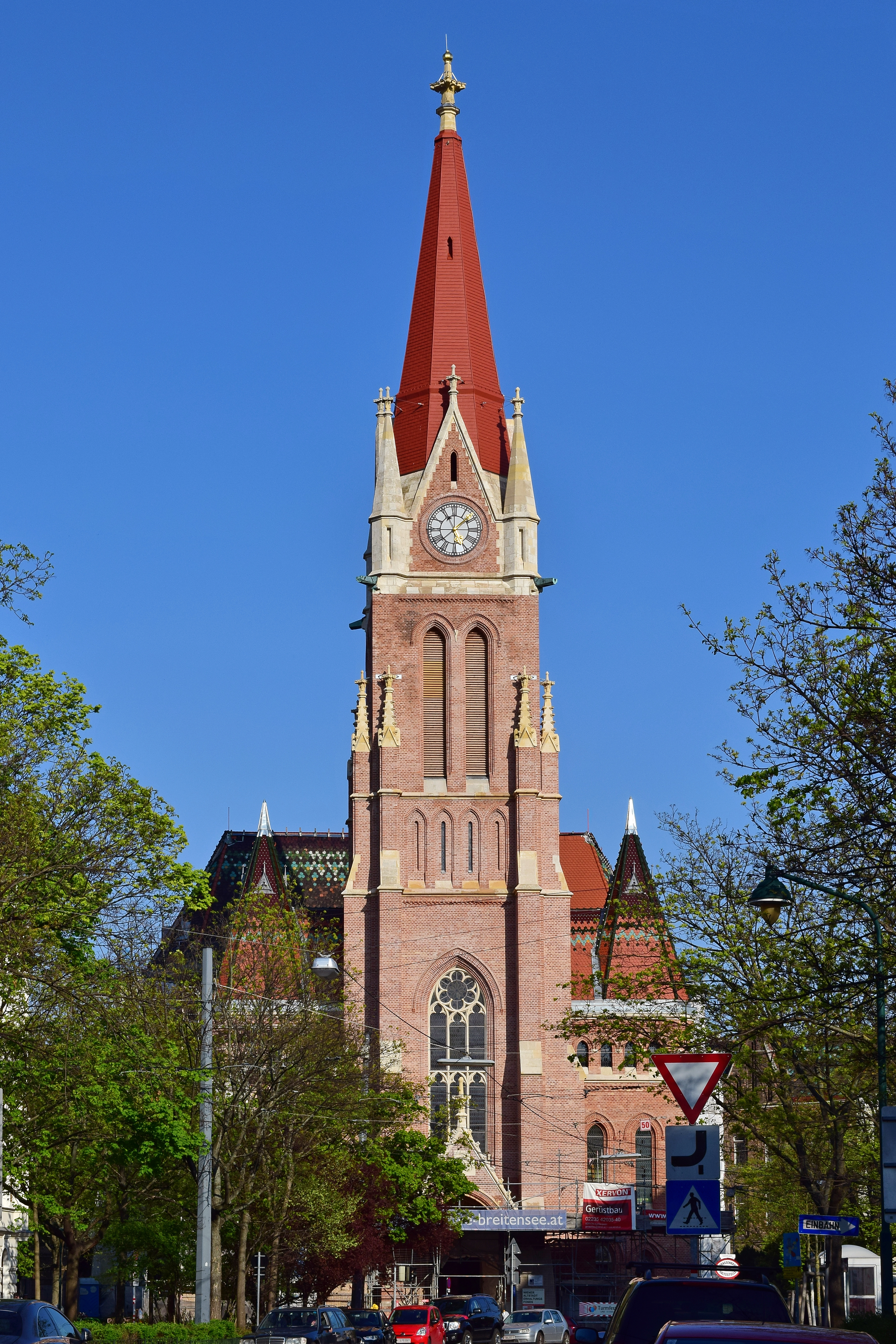
Katholische Pfarrkirche hl. Laurentius in Breitensee

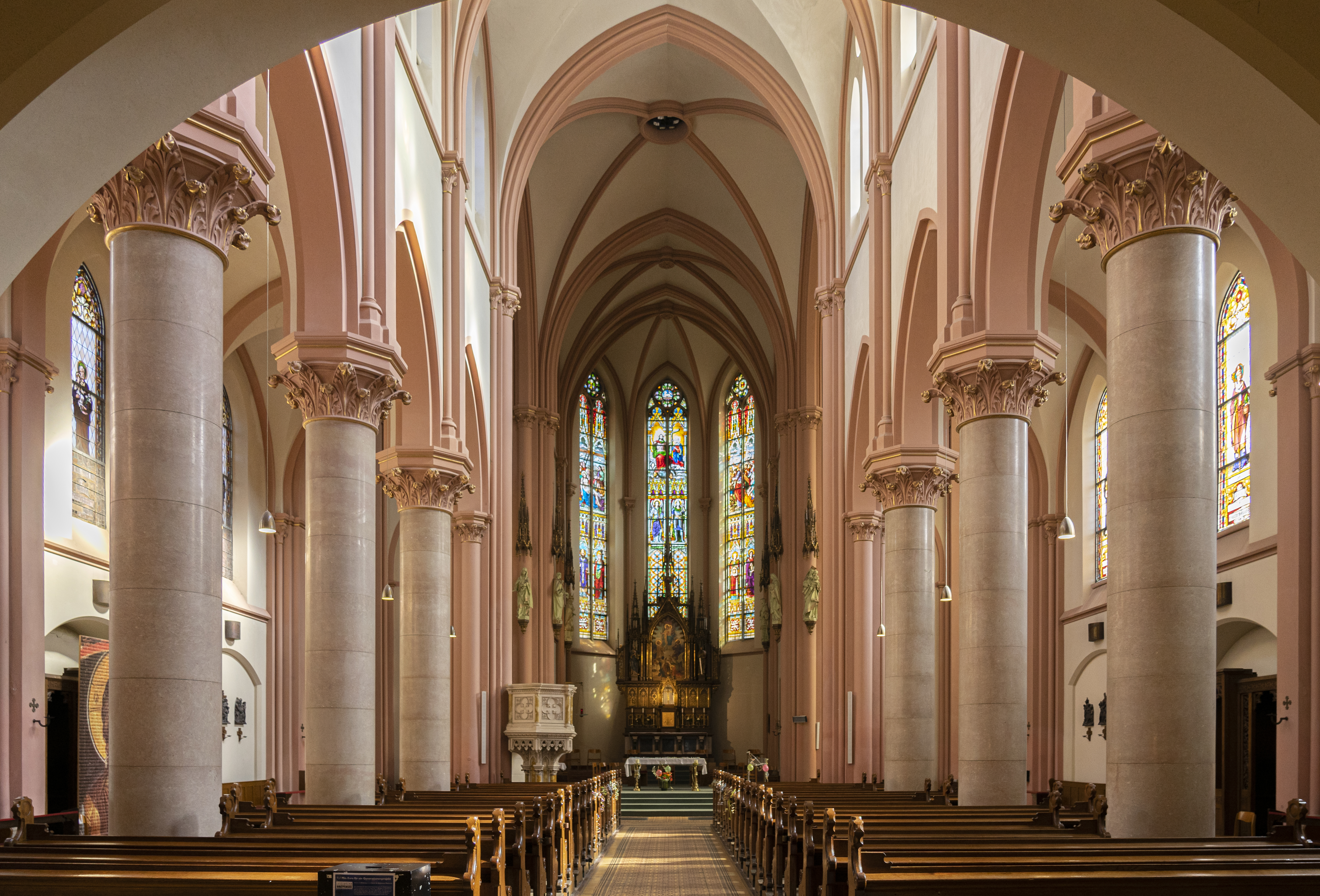
Langhaus, Blick zum Chor

Die römisch-katholische Pfarrkirche Breitensee steht im 14. Wiener Gemeindebezirk Penzing im Bezirksteil Breitensee am Laurentiusplatz. Die Pfarre liegt im Stadtdekanat 14 des zur Erzdiözese Wien gehörenden Vikariates Wien Stadt. Sie wurde Kaiser Franz Joseph I. zu seinem 50-jährigen Regierungsjubiläum gewidmet und ist dem heiligen Laurentius geweiht. Die Kirche steht unter Denkmalschutz (Listeneintrag).

## Geschichte
Die Breitenseer Pfarrkirche wurde von 1896 bis 1898 nach Plänen des Breitenseer Baumeisters Ludwig Zatzka im neugotischen Stil errichtet und am 8. Oktober 1898 im Beisein von Kaiser Franz Joseph I. eingeweiht. Die Kirche ist ein Backsteinbau in der Tradition Friedrich von Schmidts, dessen Schüler Zatzka war.

## Architektur
Der Turm der dreischiffigen Hallenkirche ist direkt über dem Hauptportal platziert, in dessen Tympanon ein den hl. Laurentius darstellendes Mosaik zu sehen ist. Über dem Eingangsbereich befindet sich die Orgelempore, an der sich Zatzka in der Tradition der spätmittelalterlichen Baumeister in Form einer Portraitbüste selbst verewigt hat. Unterhalb der Empore ist links eine lebensgroße Statue des hl. Antonius von Padua, rechts eine solche des hl. Judas Thaddäus platziert.
Der reich geschnitzte Hochaltar trägt Figuren des hl. Petrus und des hl. Paulus. Das von Ludwig Zatzkas Bruder Hans Zatzka geschaffene Altarbild stellt Maria mit dem Jesuskind dar, umgeben von den Heiligen Laurentius und Franz von Assisi und von Engeln. Zwischen den beiden am unteren Bildrand knienden Engeln ist ein goldenes Medaillon mit dem Kopf von Kaiser Franz Joseph eingefügt. Ebenfalls von Hans Zatzka sind die Gemälde im Querschiff über den Seitenaltären, darstellend die Versuchung Jesu und die Aufnahme des hl. Laurentius in den Himmel.
Die geschnitzten Heiligenfiguren in der Apsis sind Arbeiten von J. B. Mauroner aus Gröden.
Die Reliefs der Kreuzwegstationen sind Zinkgüsse. Die Modelle, nach denen sie angefertigt wurden, sind eines der letzten Werke des Bildhauers Rochus Haas. Ursprünglich polychromiert wurden sie 1954 verkupfert.
Die großen Glasfenster der drei Apsiden nehmen in besonderer Weise auf die Widmung als Kaiser-Jubiläumskirche Bezug. Sie bilden einen geschlossenen Zyklus zur so genannten Kreuzesfrömmigkeit im Rahmen der habsburgischen Pietas Austriaca. Folgende Szenen sind dargestellt: Kreuzweg, Kreuzabnahme, Kreuzauffindung, symbolisiert durch den hl. Makarius und die hl. Helena, die Kreuzesvision des Kaisers Konstantin, König Stephan von Ungarn, die Vereidigung der Kurfürsten auf das Kreuz durch Rudolf von Habsburg, Kaiser Ferdinand II. betet vor dem Kreuz, Kaiser Karl V. in Tunis, Marco d’Aviano und Kaiser Leopold I. anlässlich der zweiten Türkenbelagerung Wiens, schließlich als Hinweis auf das Jüngste Gericht den Auferstandenen mit dem leeren Kreuz, daneben Maria, darunter zwei Gerichtsengel. Dieser von dem in Breitensee wirkenden Priester Ferdinand Ordelt erdachte Breitenseer Zyklus ist ein bemerkenswertes Beispiel für den Habsburgpatriotismus im 19. Jahrhundert und damit auch für die österreichische Mentalitätsgeschichte. Die Fenster der südlichen Apsis sind von Johann Wirnstl, die anderen von unbekannten Künstlern böhmischer Glasmalereien gemalt.
Die anderen Fenster enthalten Heiligenfiguren nach den Namen ihrer Spender. Die Fenster an der linken Seite des Langhauses zeigen den hl. Antonius von Padua, die hl. Agnes, den hl. Josef und den hl. Silvester, auf jenen der rechten sind die hl. Walburga, der hl. Franz Xaver, der hl. Alexander und der hl. Heinrich zu sehen.

## Orgel
Die von der Firma Mauracher 1898 errichtete Orgel verfügt über 24 Register auf zwei Manualen und Pedal. Sie wurde von Ludwig Zatzka und seiner Gattin Maria anlässlich des 50-jährigen Regierungsjubiläums Kaiser Franz Josephs gestiftet, woran eine große Inschrift in der Mitte des Orgelgehäuses erinnert.

## Bildergalerie

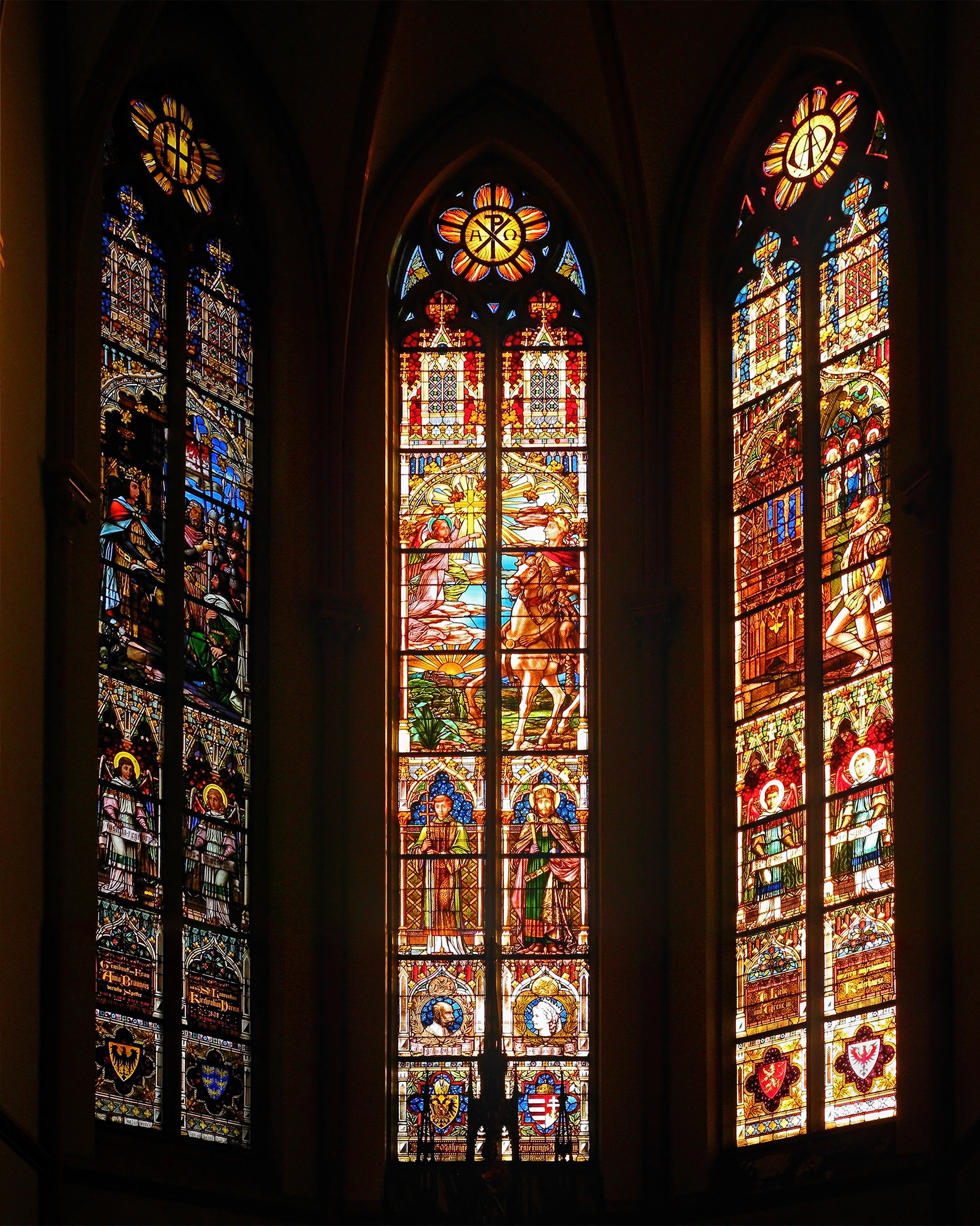
Rechtes Seitenfenster der Breitenseer Pfarrkirche
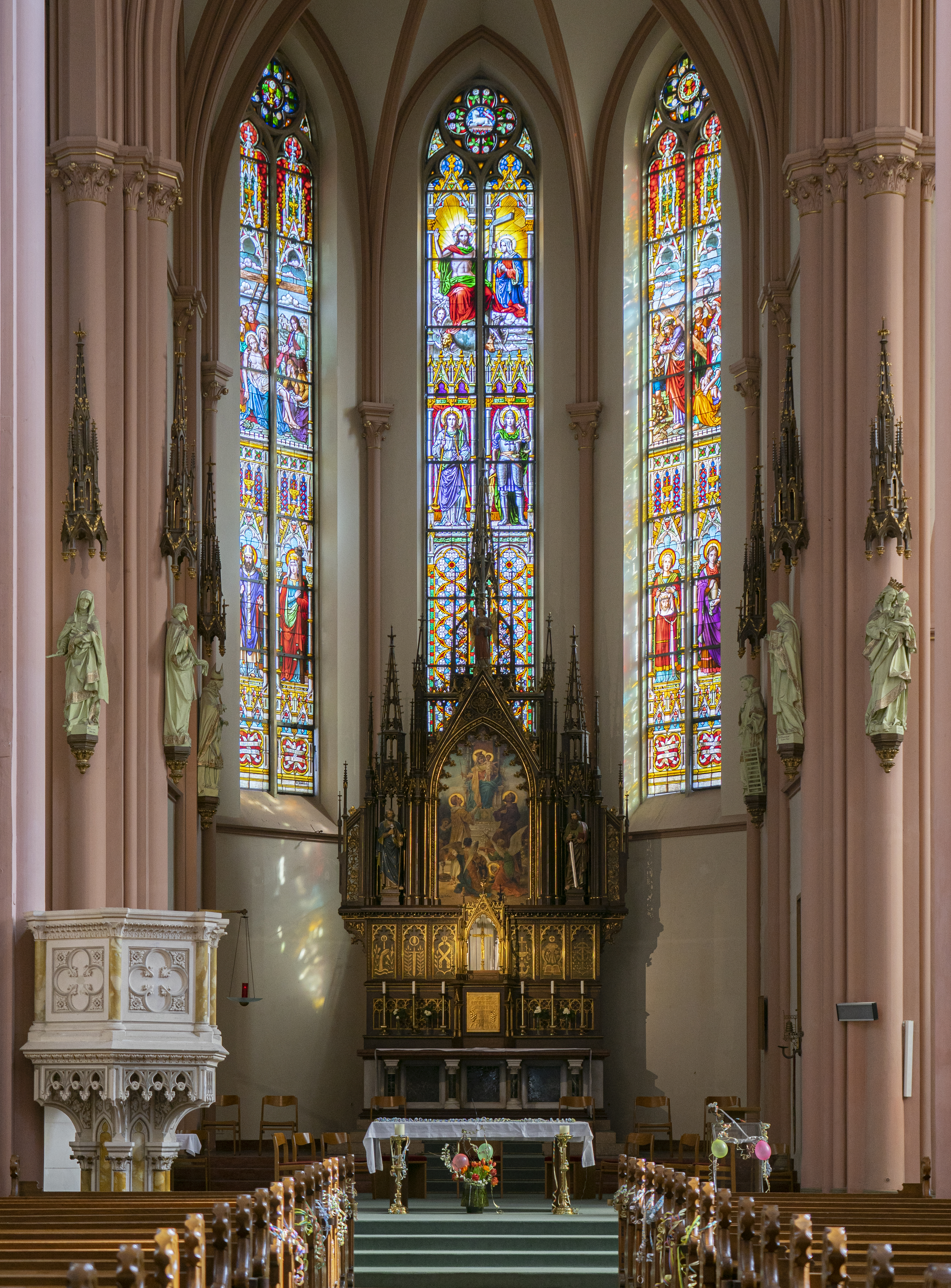
Hochaltar
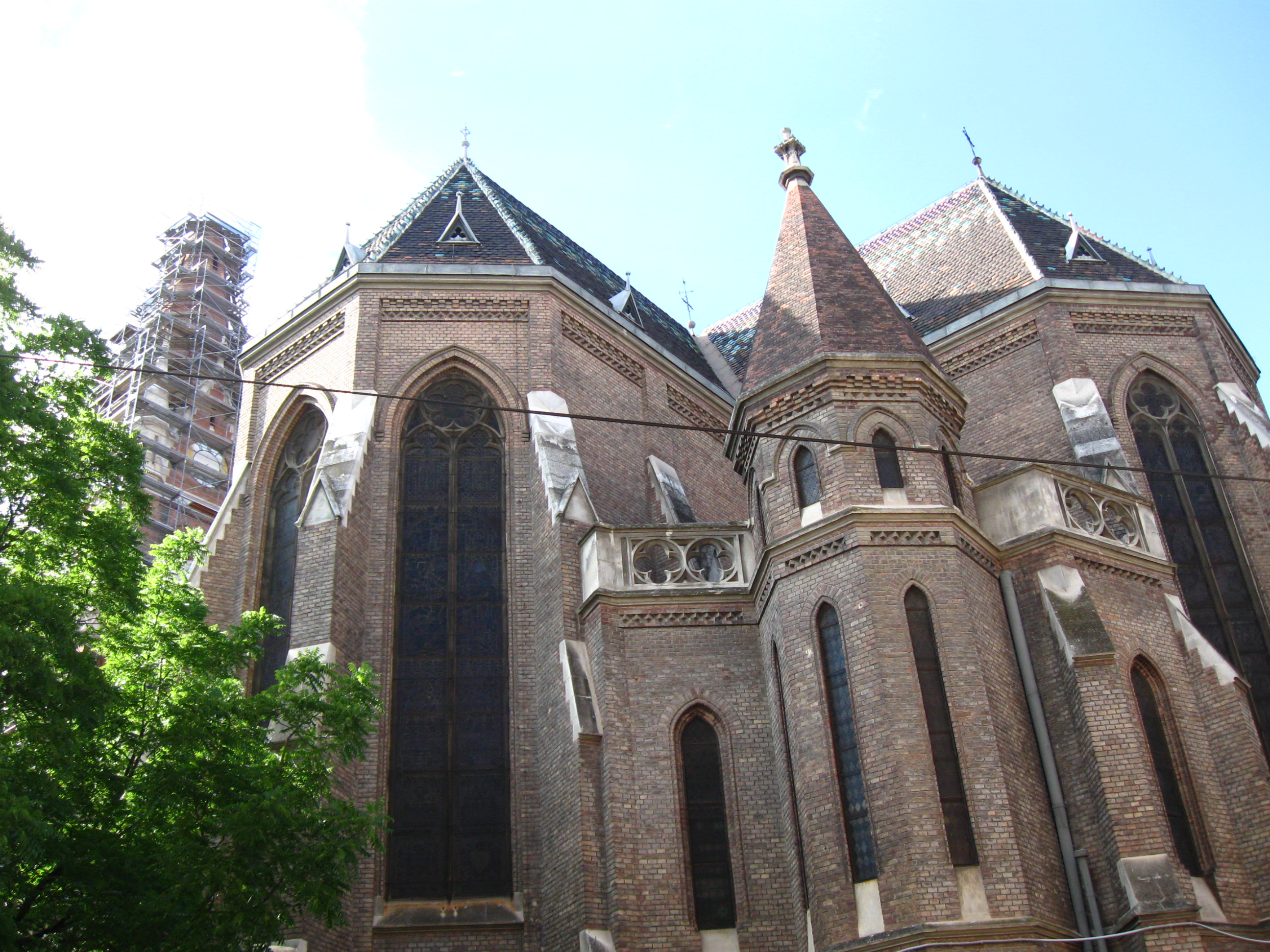
Blick Richtung Sakristei
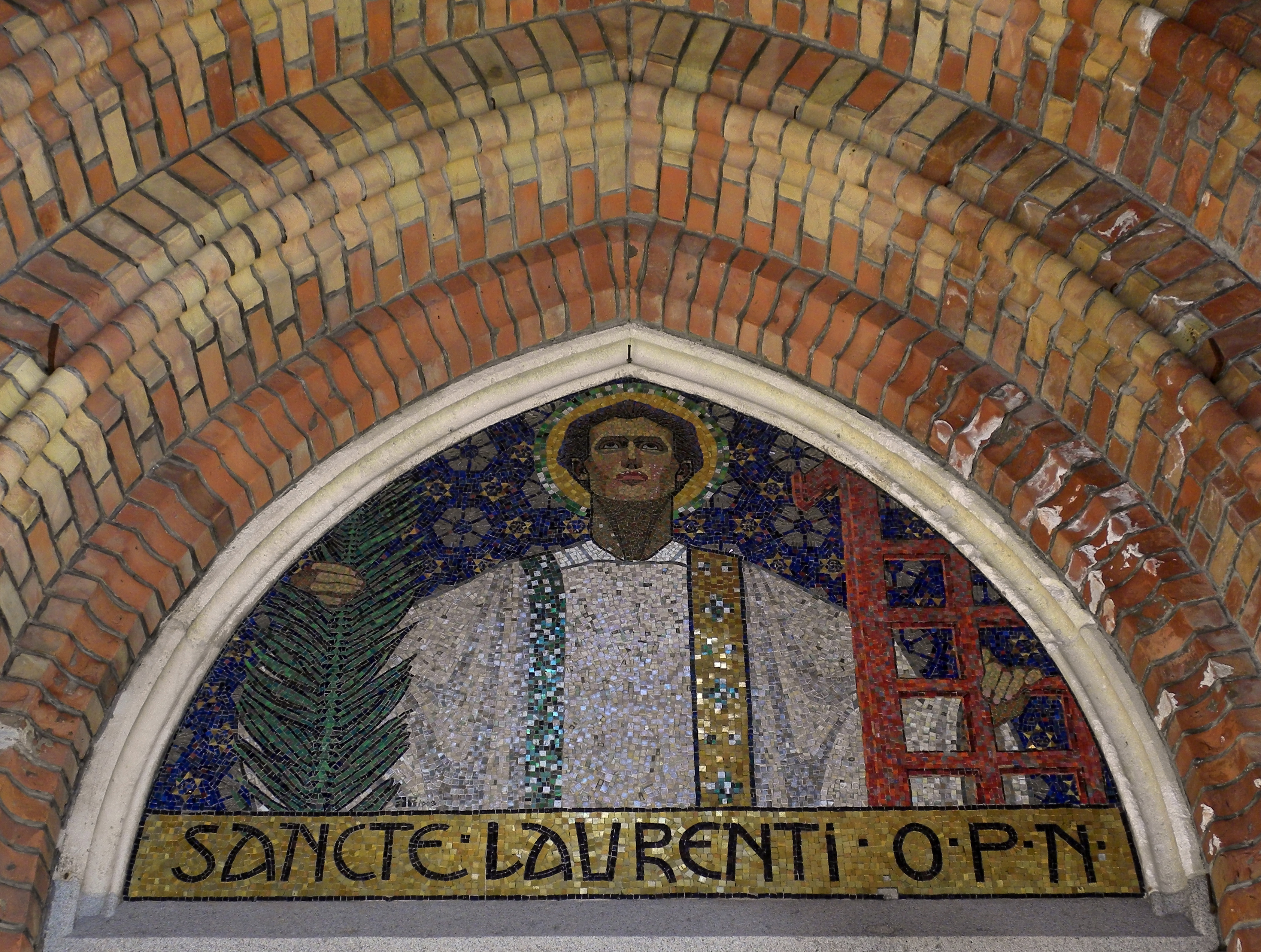
Mosaik über dem Portal
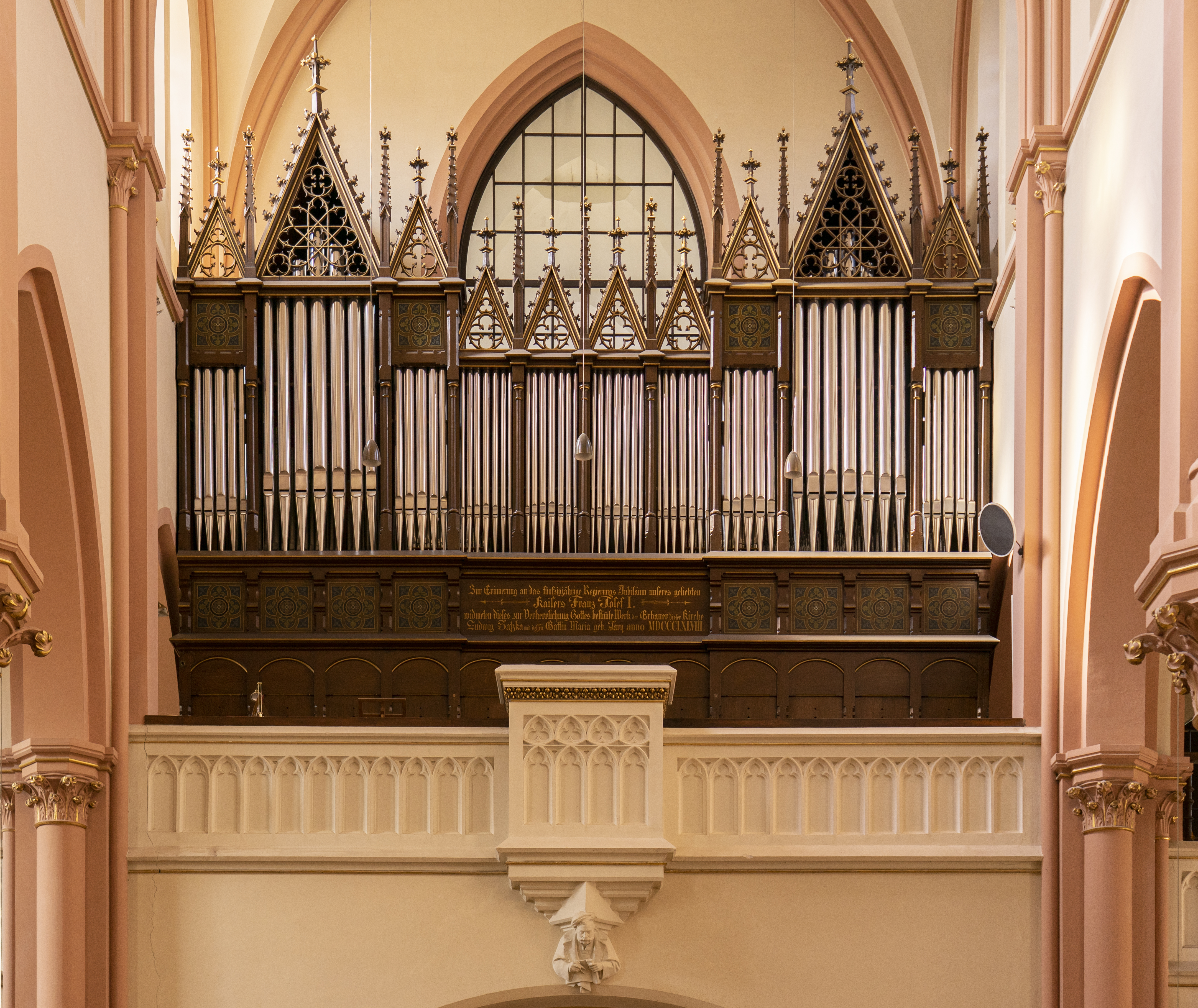
Orgel der Breitenseer Pfarrkirche